# 宇乃音亜季
宇乃音 亜季（うのね あき、1月11日 - ）は、日本の女性声優。東京都出身。

## 人物
パフォーミング・アート・センター第1期生、映像テクノアカデミア出身。
以前はぷろだくしょんバオバブ、アーツビジョンに所属していた。
趣味・特技は英会話、フルート演奏、乗馬、はた織り。

## 出演
太字はメインキャラクター。

### テレビアニメ
2005年
- 英國戀物語エマ（イライザ、豹天人）
- しましまとらのしまじろう
- 焼きたて!!ジャぱん（観客、客室乗務員）

2006年
- 陰からマモル!（体育教師、教師）
- 銀魂（百華B、女王、釣天人）
- 地獄少女 二籠（尾崎温子 他）
- xxxHOLiC（同級生）
- 夢使い（OL1、オバさん2）
- RAY THE ANIMATION（女性アナウンサー）

2007年
- 鉄子の旅（新幹線内車内英語アナウンス、子供 他）
- 地球へ…（シロエのママ）
- NARUTO -ナルト- 疾風伝（トウウ）

2008年
- 一騎当千 Great Guardians（男の子A）
- ケロロ軍曹（小学生）
- ゴルゴ13（アリス・キンボール）
- スティッチ!（1年生）

2009年
- Phantom 〜Requiem for the Phantom〜（観光客）
- ヤッターマン（第2作）（部員）

2015年
- サザエさん
- 蒼穹のファフナー EXODUS（キース・ウォーター）

### OVA
2009年
- 異世界の聖機師物語（ヴァネッサ、レダ、フローラの侍女）

2012年
- 嘘喰い（鞍馬蘭子）

### Webアニメ
2008年
- いくぜっ! 源さん（肉屋のおばちゃん、子供、男の子）

### ゲーム
2003年
- ルパン三世 海に消えた秘宝（リポーター）

2005年
- キングダム ハーツII
- ローグギャラクシー（ジェーン）

2006年
- サモンナイト4（ギアンの母）

2012年
- Earthpedia
- バイオハザード オペレーション・ラクーンシティ（ツイード）

2016年
- 姫王と最後の騎士団（メル）

2023年
- ゼルダの伝説 ティアーズ オブ ザ キングダム

### 吹き替え

#### 映画
- アルビン/歌うシマリス3兄弟
- アレックス・ライダー（サビーナ・プレジャー〈サラ・ボルジャー〉）
- 愛しのサガジ（スジョン）
- インビジブル2（ヘザー・ダルトン〈ジェシカ・ハーモン〉）
- インベージョン（オータム〈マリン・アッカーマン〉）
- ウソはホントの恋のはじまり（バーディー〈エヴァン・レイチェル・ウッド〉）
- 宇宙戦争
- エレクトラ
- 風と共に去りぬ（エレン・オハラ〈バーバラ・オニール〉）※PDDVD版
- クーリエ タイムリミット60HOURS（アナ〈ジョシー・ホー〉）
- 撃鉄2 -クリティカル・リミット-
- 50回目のファースト・キス
- 情愛と友情
- 親密すぎるうちあけ話（サマンサ）
- スパングリッシュ 太陽の国から来たママのこと
- ダ・ヴィンチ・コード（生徒）※劇場公開版（ソフト収録）
- ディープ・ブルー ※日本テレビ版
- ファイナル･カット（ジェニファー）
- ファイブ・ナイツ・アット・フレディーズ（ヴァネッサ〈エリザベス・レイル〉[5]）
- 僕と未来とブエノスアイレス（リタ）
- ミスティック・リバー
- ランダウン ロッキング・ザ・アマゾン
- ワンナイト・イン・モンコック

#### ドラマ
- iCarly
- 愛してると云って（ギョンリム）
- アイルランド（ビョンラン）
- アグリー・ベティ2 #7（ビクトリア・ベッカム）
- アントラージュ★オレたちのハリウッド
- WITHOUT A TRACE/FBI 失踪者を追え!3 #5
- ステート・オブ・プレイ〜陰謀の構図〜（デラ・スミズ〈ケリー・マクドナルド〉）
- 24 -TWENTY FOUR- シーズン5（コレット・ステンガー）
- トワイライト・ゾーン（番組レギュラー）
- 春のワルツ #7
- MAD MEN（トゥルーディ・キャンベル）
- ミス・マープル3 バートラム・ホテルにて（ティリー）
- LOST（クレア・リトルトン〈エミリー・デ・レイヴィン〉）

#### アニメ
- カーズ（女カメラマン）
- ザ・シンプソンズ MOVIE（トッド・フランダース、マーティン・プリンス）※劇場公開版
- ティンカー・ベルと流れ星の伝説（ニックス）
- ドンキーコング

### CD
- 執事様のお気に入りゴージャス★ドラマCD（伯王（子供時代））
- 魔法の海兵隊員ぴくせる☆まりたん（ナレーション）